# Мертвий готель
«Мертвий готель» — кінофільм режисера Еда Винфилда, що вийшов на екрани в 2007 році.

## Зміст
Посеред Невади стоїть старий готель. Колись він знаходився поряд із копальнями, а потім просто вабив туристів романтикою цих місць. Та все змінилося після декількох дивних випадків, які змушують припускати, що в стінах готелю вкоренилося потойбічне зло, налаштоване вкрай недружелюбно до постояльців.

## Ролі
| Актор           | Роль |
| --------------- | ---- |
| Келлан Латс     | -    |
| Марні Паттерсон | -    |
| Менді Амано     | -    |
| Скотт Вайт      | -    |
| Чак Зіто        | -    |
| Ешлі Рей        | -    |
| Джон Блум       | -    |
| Тері Коркоран   | -    |
| Родді Пайпер    | -    |
| Річі Ченс       | -    |

## Знімальна група
- Режисер — Ед Винфилд
- Сценарист — Домінік Біонді, Брайан МакМахон
- Продюсер — Дебра Ісаак, Бенні Бініон-Бехену, Діана Бойко
- Композитор — Стів Йеман